# OSIRIS-REx
Origins Spectral Interpretation Resource Identification Security Regolith Explorer (OSIRIS-REx) é uma missão de ciência planetária, a terceira selecionada no Programa New Frontiers, depois de Juno e New Horizons. A missão consiste em estudar e coletar amostras do asteroide 101955 Bennu, um asteroide carbonáceo, chegando a Terra em 2023. Especula-se que o material trazido pelo recoletor de amostras permitirá aos cientistas perceber o que aconteceu antes da Formação e evolução do Sistema Solar, os estágios iniciais da formação do planeta e a fonte dos compostos orgânicos que levou à formação de vida.
O lançamento ocorreu no dia 8 de setembro de 2016, sobrevoou a Terra em 22 de setembro de 2017 e atingiu a proximidade de Bennu em 3 de dezembro de 2018. A OSIRIS-REx passou os meses seguintes analisando a superfície para encontrar um local adequado de onde extrair uma amostra. Em 12 de dezembro de 2019, a NASA anunciou o primeiro local de amostragem, conhecido como Nightingale. Em 20 de outubro de 2020, a OSIRIS-REx pousou com sucesso em Bennu e executou com sucesso as etapas para coletar uma amostra. Retornou com sua amostra à Terra em 24 de setembro de 2023.
O custo da missão é de aproximadamente US$ 800 milhões, não incluindo o lançamento do Atlas V, que é de cerca US$ 183,5 milhões. O Investigador Principal é Dante Lauretta, da Universidade do Arizona.

## Missão
A missão, desenvolvida pelo Laboratório Lunar e Planetário da Universidade do Arizona, Goddard Space Flight Center e Lockheed Martin Space Systems, foi lançada em 8 de setembro de 2016. A equipe cientifica incluem membros dos EUA, Canadá, França, Reino Unido e Itália.
Após viajar por aproximadamente dois anos, a espaçonave vai manobrar com o asteroide 101955 Bennu em 2018 e começar 505 dias de mapeamento da superfície a uma distância aproximada de 5 Km. Os resultados desse mapeamento serão usados pela equipe da missão para selecionar o local de onde retirar a amostra da superfície. Então uma aproximação (sem pouso) será tentada com toda extensão do braço robótico para pegar a amostra.
O asteroide foi escolhido como alvo porque é uma “cápsula do tempo” do nascimento do sistema solar. Em particular, 101955 Bennu foi selecionado porque tem uma grande quantidade de material carbônico, um elemento chave nas moléculas orgânicas necessárias para a vida e bem como representativo como material anterior à formação da Terra. Moléculas orgânicas, como aminoácidos, tem previamente sido encontradas em meteoritos e amostras de cometas, indicando que alguns elementos necessários para a vida podem ser naturalmente sintetizados no espaço exterior.
Seguindo a coleção de material (de 60 gramas a dois quilogramas) em Julho de 2020, a amostra irá retornar para a Terra numa cápsula de 46 kg similar as quais retornaram as amostras do cometa 81P/Wild na espaçonave Stardust. A viagem de retorno à Terra será curta, e deverá pousar com um paraquedas no Utah Test and Training Range em setembro de 2023. A cápsula irá ser transportada para o Johnson Space Center para processamento em uma pesquisa dedicada.

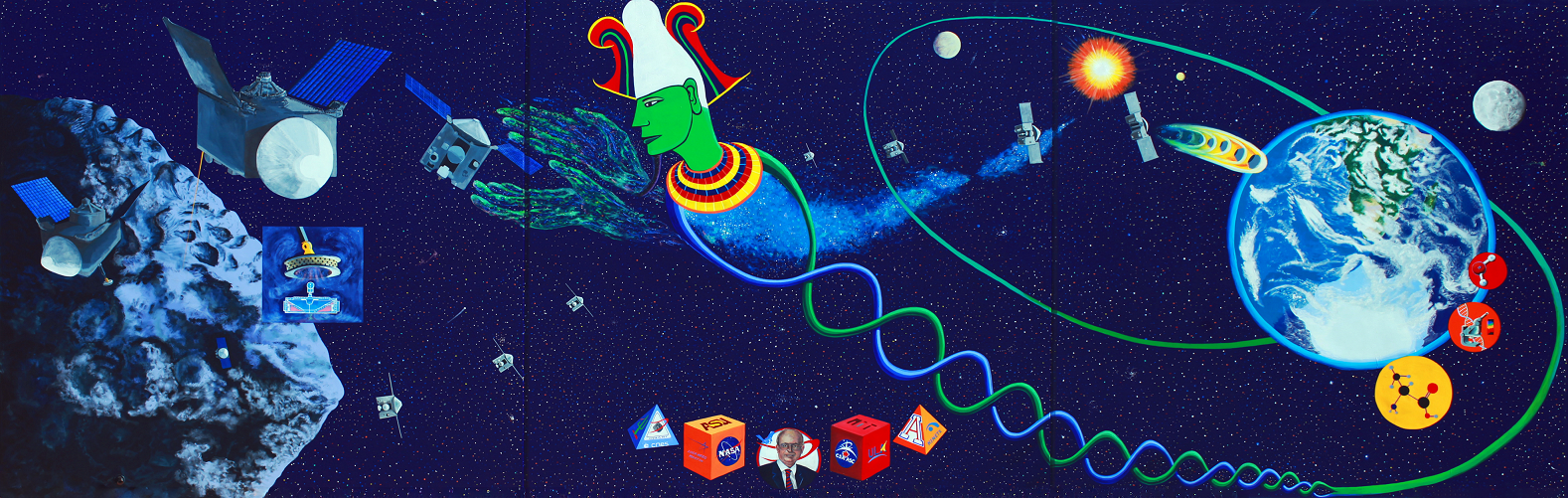
Osiris, o deus Egípto da morte no submundo

O acrônimo OSIRIS foi escolhido em referência ao antigo e mitológico deus egípcio Osíris, o senhor da morte no submundo. Ele é classicamente descrito como sendo um homem de pele verde com um chapéu de faraó, parcialmente embrulhado nas pernas e usando uma coroa, tendo como distintivo duas grandes pernas de avestruz em ambos os lados. Rex significa ‘rei’ em Latin. Seu nome foi escolhido para essa missão pois o asteroide Bennu pode possivelmente atingir a Terra causando uma vasta destruição e morte.

### Lançamento

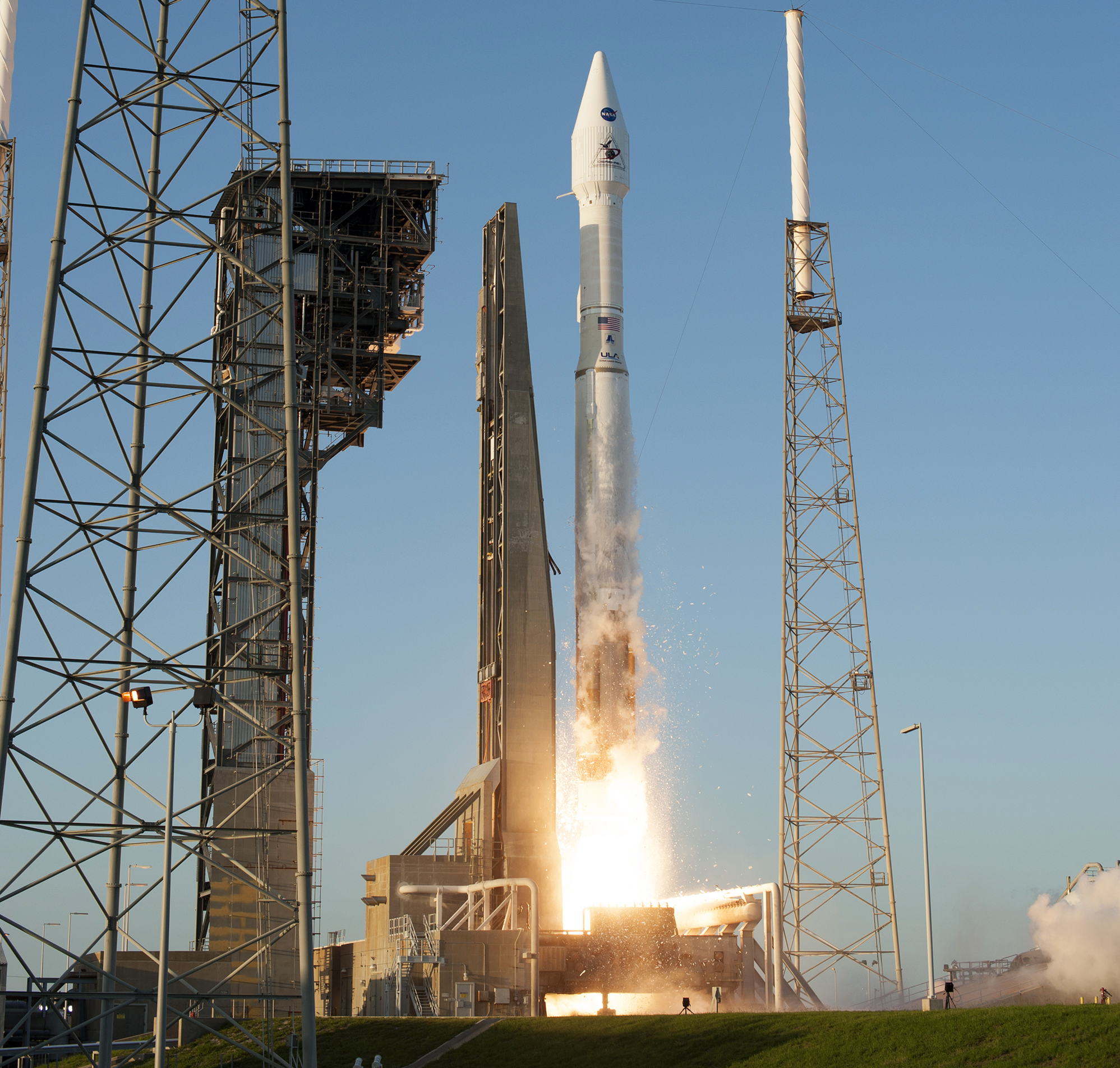
O lançamento do OSIRIS-REx abordo do Atlas V 411

O lançamento ocorreu em 8 de setembro das 2016 às 19h05 EDT (20h05 no Brasil) num Atlas V 441 do United Launch Alliance, a partir do Launch Complex 41 (LC-41) no Cabo Canaveral. O foguete 411 tem uma configuração que consiste num motor RD-180 tendo como combustível no primeiro estágio um único propulsor Aj-60A de combustível sólido, e um estágio superior Centauro. OSIRIS-Rex se separou do veículo de lançamento 55 minutos após a ignição, com a velocidade de 5,4 km/s 12 000 mph (19 300 km/h). O lançamento foi declarado como “exatamente perfeito” pelo Principal Investigador da Missão, com nenhuma anomalia antes ou durante o lançamento.

### Cruzeiro
A OSIRIS-REx entrou na fase de cruzeiro rapidamente após a separação do veículo de lançamento, seguindo a uma liberação bem-sucedida do painel solar, iniciação do sistema de propulsão, e estabelecimento de um link de comunicação com a Terra. Durante a fase de cruzeiro, a espaçonave irá usar propulsores a bordo e um sobrevoo na Terra para aumentar sua velocidade com o adicional de 0,52 km/s (1 200 mph (1 930 km/h). O cruzeiro durou até agosto de 2018, quando a espaçonave irá encontrar com Bennu e começar a parte de ciência e coleta de amostra.

### Chegada e pesquisa
No dia 3 de dezembro de 2018, a NASA afirmou que a OSIRIS-REx havia se equiparado com a velocidade e órbita do Bennu a distância de 19 km, efetivamente alcançando o asteroide. Nos próximos meses, a OSIRIS-REx vai realizar passagens mais próximas de Bennu, e então vai entrar em órbita ao redor do asteroide em 31 de dezembro de 2018 a cerca de 1,4 km para começar sua procura extensiva por um lugar para recolher uma amostra. Serão ainda realizados ensaios para o evento final de coleta de amostras.
Em 20 de outubro de 2020, a OSIRIS-REx pousou com sucesso em Bennu às 22h13 UTC. A NASA confirmou por meio de imagens de vídeo que a OSIRIS-REx fez contato no dia seguinte, tendo esmagado algumas das rochas na superfície do asteróide a apenas 0,91 metros do local-alvo, conforme desejado, para obter partículas pequenas o suficiente para serem coletadas pela amostra, embora demore alguns dias para verificar a quantidade coletada.

### Aquisição da amostra

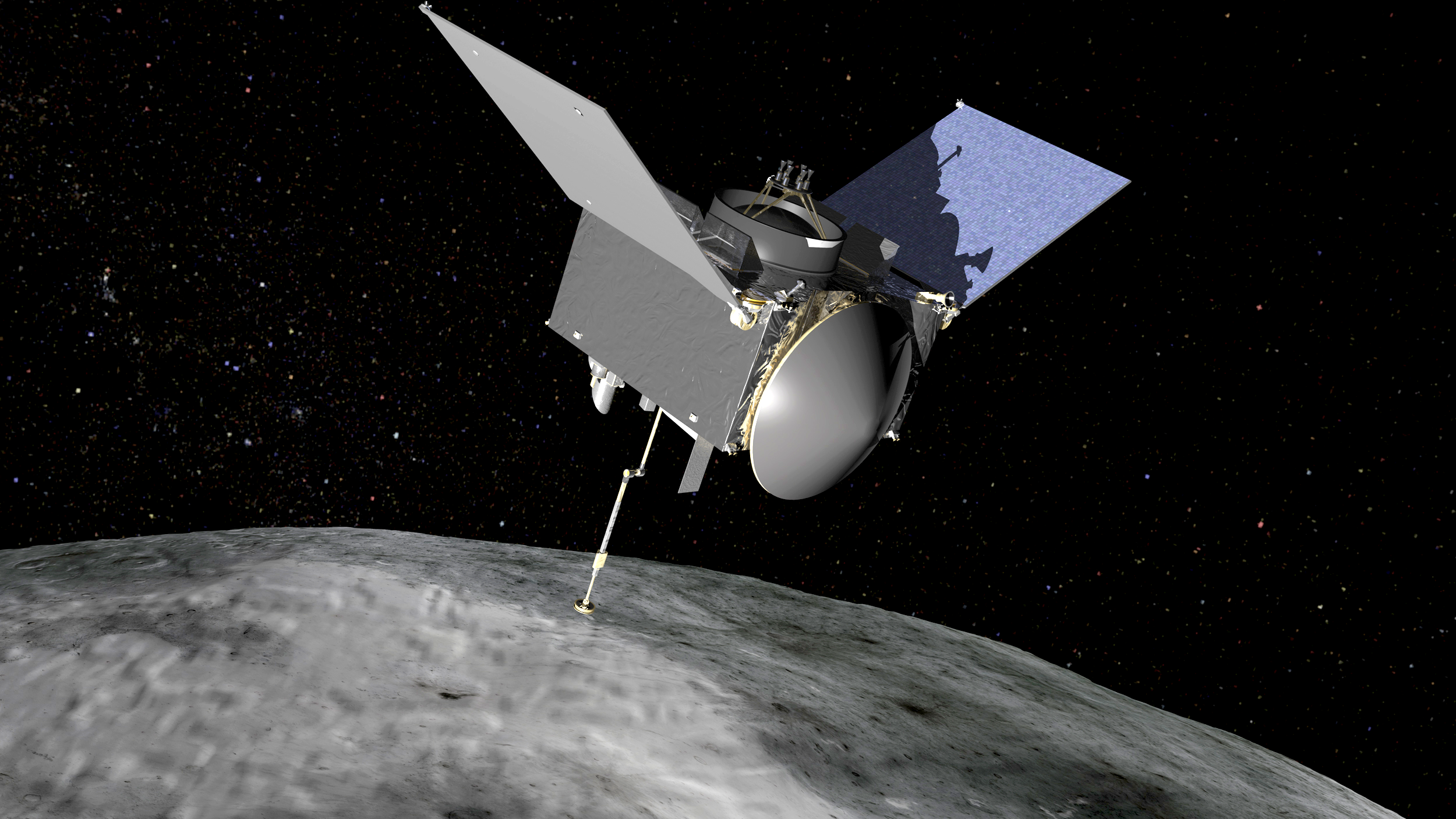
Painéis solares arrumados numa configuração "Y-wing" como prioridade para contato do braço

Durante uma campanha remota extensiva e sensível, o local da amostra foi escolhido e pesquisadores realizaram o ato final da coleta. Os painéis solares foram arrumados numa configuração de Y-wing para minimizar a chance de acumulação de poeira durante o contato e dar mais clareza de superfície caso a espaçonave gire (mais de 45º) durante o contato. A descida foi bem lenta para minimizar a utilização dos propulsores e priorizar o contato em ordem de reduzir a contaminação da superfície do asteroide por propelente de hidrazina não utilizada. O contato com a superfície de Bennu foi detectado usando acelerômetros, e a força de impacto foi dissipada por uma mola no braço TAGSAM.
Quando do contato na superfície pelo instrumento TAGSAM, uma explosão de nitrogênio foi lançada, com um estouro de partículas de regolito menores que 2 cm na cabeça do coletor de amostra localizada no fim do braço robótico. Um tempo de cinco segundos foi necessário como duração da coleta para mitigar a chance de colisão. Depois do tempo acabar será iniciada a manobra de retorno para uma saída segura do asteroide. A espaçonave realizou um giro ao redor do asteroide para caso seja necessário o retorno para outra tentativa de coleta. A sonda usou imagens e manobras giratórias para verificar que a amostra foi adquirida e bem como determinar sua massa e verificar se excede o requerido de 60 gramas. Caso a tentativa de coleta fracassa-se, a sonda voltaria para outra tentativa. havia nitrogênio suficiente para três tentativas.
Em adição ao mecanismo de amostragem, almofadas de contato no fim da cabeça de amostragem possivelmente coletarão grãos de poeira menores que 1 mm, quando ocorrer o contato com o asteroide. Essas almofadas são feitas de pequenos loops de aço inoxidável.
Após realizada a amostragem, a Sample Return Capsule (SRC) foi aberta para guardar a cabeça da amostragem. O braço foi retraído na configuração de lançamento e o SRC foi fechado e lacrado para o retorno à Terra.
A amostra de 60 gramas foi a maior trazida do espaço desde o programa Apolo. Da amostra 100mg foram entregues ao Museu de história natural de Londres.

## Retorno
Em 10 de maio, às 16h23 EDT, a espaçonave disparou os motores principais e potência máxima por sete minutos. Esta aceleração mandou a espaçonave a quase 1 000 quilômetros por hora rumo à Terra.